# Cerdistus zelleri
Cerdistus zelleri är en tvåvingeart som beskrevs av Ignaz Rudolph Schiner 1862. Cerdistus zelleri ingår i släktet Cerdistus och familjen rovflugor. Inga underarter finns listade i Catalogue of Life.